# Wildwood (Tennessee)
Wildwood – jednostka osadnicza w Stanach Zjednoczonych, w stanie Tennessee, w hrabstwie Blount.